# Andrea Santacroce
Andrea Santacroce (Roma, 22 novembre 1655 – Roma, 10 maggio 1712) è stato un cardinale e arcivescovo cattolico italiano.

## Biografia
Nacque il 22 novembre 1655.
Fu creato cardinale da papa Innocenzo XII nel concistoro del 14 novembre 1699.
Morì il 10 maggio 1712 all'età di 56 anni.

## Genealogia episcopale e successione apostolica
La genealogia episcopale è:
- Cardinale Guillaume d'Estouteville, O.S.B.Clun.
- Papa Sisto IV
- Papa Giulio II
- Cardinale Raffaele Riario
- Papa Leone X
- Papa Paolo III
- Cardinale Francesco Pisani
- Cardinale Alfonso Gesualdo
- Papa Clemente VIII
- Cardinale Pietro Aldobrandini
- Cardinale Laudivio Zacchia
- Cardinale Antonio Barberini, O.F.M.Cap.
- Cardinale Marcantonio Franciotti
- Cardinale Giambattista Spada
- Cardinale Carlo Pio di Savoia
- Vescovo Gianfrancesco Riccamonti, O.S.B.
- Cardinale Domenico Maria Corsi
- Cardinale Andrea Santacroce

La successione apostolica è:
- Vescovo Tommaso Giustiniani, C.R.M. (1700)
- Arcivescovo Franz Ferdinand von Kuenburg (1701)